# Lü Meng
Lü Meng (178 - 219) foi um renomado oficial do reino de Wu durante a era conhecida como Três reinos da China. Anteriormente, ele era considerado um grande guerreiro, mas aconselhado por Zhou Yu, começou a ler livros de estratégia e a aprender táticas de combate, tornando-se também um grande estrategista.  Ele participou de batalhas como a invasão de Jingzhou que culminou com a morte de Guan Yu. Morreu em circunstâncias misteriosas após a invasão de Jingzhou, não sem antes participar da invasão do castelo Mai que culminou com as mortes de Guan Ping, o filho adotivo de Guan Yu e do próprio Guan Yu. 

## Reino de Wu
Mapa do reino controlado por Wu